# Soledad Miranda
Soledad Rendón Bueno (Sevilla, 9 de julio de 1943 - Lisboa, 18 de agosto de 1970), más conocida por sus nombres artísticos Soledad Miranda o Susann Korda (o a veces Susan Korday), fue una actriz y cantante que destacó durante la década de los sesenta y más especialmente en los inicios de los setenta en los cuales intervino en diversos films dirigidos por Jesús Franco.

## Biografía
Hija primogénita de Mercedes Bueno y Juan Antón Rendón, él, primo hermano de la actriz y cantante Paquita Rico, tiene cinco hermanos: Ana, Armando, Carmen, Mercedes, y María Elena. Nació en el barrio de la Ciudad Jardín de Sevilla, más tarde creció en el barrio de Triana. 
Debutó en el cine muy joven, cuando solo contaba con 17 años, en un pequeño papel en el film La reina del Tabarín a las órdenes del que después sería su gran director, Jesús Franco.
Sus inicios en el cine pasaron más inadvertidos, aunque participó en una veintena de películas que incluían desde comedias de la época, hasta spaguetti-westerns y peplums rodados en Italia. Su carrera cambiaría radicalmente cuando Jesús Franco vuelve a cruzarse en su vida y le propone interpretar el papel principal femenino en El conde Drácula (1970), al lado de Christopher Lee.
Acto seguido, protagonizó un puñado de películas con el componente seductor, vampírico y de terror que la convirtieron en una de las musas de este género. 
Murió a la edad de 27 años en un accidente de coche en una carretera de Lisboa. Era el 18 de agosto de 1970 cuando el automóvil en el que viajaba la actriz se estrelló contra la parte de atrás de un camión en la carretera entre las localidades de Cascais y Estoril. El vehículo lo conducía su marido, el portugués José Manuel de Conceiçao Simöes, con quien había contraído matrimonio en 1966, que había sido piloto profesional de coches y, a ruegos de ella, llevaba un tiempo alejado de las pruebas de carreras. La sevillana aún con vida fue trasladada al Hospital San José de Lisboa, donde falleció poco después. En 1967 había nacido su único hijo, José Antonio.
Una de las primeras personas en enterarse de la prematura muerte fue el propio director Jesús Franco, que había acudido con el productor ejecutivo alemán Artur Brauner a Estoril. Le llevaban un contrato para protagonizar varias películas en los próximos años. "Nos habíamos citado con ella en un hotel, pero después de esperar durante dos horas, muy extrañados porque era muy formal y puntual, nos llamaron para decirnos que había tenido un accidente de tráfico".
Sus restos mortales descansan en el Cementerio do Lumiar de Lisboa, Portugal.
En 2024, el cineasta Sean Baker incluyó a Jesús Franco y Soledad Miranda como agradecimiento especial en los créditos de su película Anora, por haber sido su principal fuente de inspiración a la hora de dirigir a Mikey Madison. Además, la portada de la edición especial de Blu-ray de Anora es un homenaje al cartel de Vampyros Lesbos, la película protagonizada por Soledad Miranda. 

## Filmografía
- La bella Mimí (1960) — First Dancer
- La reina del Tabarín (1960) — Duquesa (no acreditada)
- Ursus (1960) — Fillide
- Canción de cuna (1961) — Teresa
- El valle de las espadas (1963) — María Estévez
- Eva 63 (1963) — Soledad
- Pyro (1963) — Liz Frade
- Cuatro bodas y pico (1963)
- Bochorno (1963)
- Las hijas de Helena (1963) — Mari Pó
- Los gatos negros / A canção da Saudade (1964) — Babá
- Un día en Lisboa (1964)  — Ella misma
- Fin de semana (1964)
- Playa de Formentor (1964)
- Currito de la Cruz (1965) — Rocío
- El sonido de la muerte (1965) — Maria
- La familia y uno más (1965) — Patricia
- ¡Es mi hombre! (1966) — Leonor Jiménez
- Sugar Colt (1966) — Josefa
- Cervantes (1966) — Nessa
- 100 Rifles (1969) — Girl in Hotel
- Estudio amueblado 2-P (1969) — Maribel
- Soltera y madre en la vida (1969) — Paloma
- Lola la piconera (1969) — Rosarillo
- El conde Drácula (1970) — Lucy Westenra
- Cuadecuc, vampir (1970) — Ella misma
- Nightmares Come at Night (1970) — Novia del vecino
- Sex Charade (1970) — Anna
- Eugénie de Sade (1970) — Eugénie de Franval
- Vampyros Lesbos (1970) — Condesa Nadine Carody
- She Killed in Ecstasy (1970) — Mrs. Johnson
- El diablo que vino de Akasawa (1971) — Jane Morgan
- Juliette (1970, inacabada) — Juliette

### Discografía
Soledad Miranda grabó dos discos Extended Play para el sello español Belter, cada uno de los cuales incluyó 4 canciones: 

### Belter 51.451 (1964)
Acompañados por Cuarteto Latina 
- Lo que hace a las chicas llorar
- No leas mi carta
- Amor perdóname
- Pelucón

### Belter 51.598 (1965)
Orquesta dirigida por Adolfo Ventas 
- El color del amor
- Chim mentón chery
- La Verdad
- No lo quiero